# Idaea omicata
Idaea omicata là một loài bướm đêm trong họ Geometridae.